# Towada

Towada (十和田市 Towada-shi?) este un municipiu din Japonia, prefectura Aomori.